# 水虎魚裝甲車
水虎魚裝甲車（Piranha，也譯作鋸脂鯉或皮蘭哈裝甲車）為瑞士摩瓦哥公司（MOWAG）所設計製造之輪式裝甲車，根據車輪數有4x4、6x6、8x8和10x10版本，是歐美國家使用甚廣的車系，例如加拿大、澳洲和智利等國均有採購，已經發展到第五代。美國陸軍的史崔克裝甲車也是延伸自食人魚裝甲車。

## 衍生型
- 食人鱼-1
  - AVGP裝甲車
- 食人鱼-2
  - 沙漠食人鱼
  - LAV-2（加拿大）
    - LAV-25（美国）
    - 野牛装甲车（加拿大）
    - 丛林狼装甲车（加拿大）
- 食人鱼-3
  - 食人鱼-3H
    - LAV-3（美国、加拿大）
      - 史崔克裝甲車（美国）
      - NZLAV（新西兰）

    - LAV-6
- 食人魚-4（英语：Piranha IV）
- 食人魚-5（英语：Piranha V）

### 食人魚 1B 4×4
為了完成 1974 年的食人魚I系列，MOWAG 設計了「食人魚4×4 1B」作為輕型快速偵察與攻擊車輛。該車輛具備兩具螺旋槳，能夠執行兩棲作戰，並可在核生化(NBC)污染環境中運行。此外，「食人魚 4×4」亦被設計用於警察用途，並衍生出MOWAG Grenadier與MOWAG Spy等子型號。
食人魚4×4 1B 原型車經過多次測試，並配備了不同的設備與發動機。然而，由於軍事車輛技術的快速發展，以及對軍用車輛需求的調整，最終沒有任何搭載汽油引擎的食人魚車型被出售。目前，該原型車存放於瑞士富爾軍事博物館(Schweizerisches Militärmuseum Full)。

### 食人魚 1B 6×6
首輛食人魚原型車為 1972 年推出的 6×6 1B，可視為食人魚系列的重要里程碑，因其在當時擁有多項技術創新，如現代化獨立懸吊驅動系統、右前方緊湊型動力單元，以及作為兩棲車輛（由兩具螺旋槳推動）。
這款原型車曾搭載不同引擎與配置，以展示給潛在客戶，例如加拿大陸軍，後來該國本土生產了AVGP裝甲車。此外，瑞士於 1983 年將此車的生產許可授權給智利。
在瑞士陸軍中，「食人魚 6×6 」被用作救護車、C3指揮車，並與 BGM-71 TOW 反坦克飛彈搭配使用，作為「坦克殺手」。目前，該車的原型車與一輛救護版食人魚 6×6 一同陳列於瑞士富爾軍事博物館（Schweizerisches Militärmuseum Full）。

### 食人魚 3C 10×10
隨著食人魚裝甲車車族（Piranha family）不斷演進，以應對日益增長的需求，以及Mowag Shark重武器運輸車的計劃開發，食人魚的設計達到了其載重能力的極限。  
食人魚10×10(Piranha 10×10)於1994年製造，目標是通過增加「第五軸」來提升載重能力，其軸承設計與較小型的「食人魚 8×8」相同。該車型主要用作「重武器運輸載具」，但僅有少量車輛被瑞典取得，分別用作「LIRKA 指揮坦克」和「Kapris 雷達運輸車」。  
食人魚 3C 10×10 是「食人魚 3C 8×8」的重要改進版本。其原型車經歷了多項測試，包括「瑞典」的測試，現存於瑞士富爾軍事博物館(Schweizerisches Militärmuseum Full)展示。

## 使用國

### 食人鱼-1
- ： 
  - 智利陸軍（英语：Chilean army）：240輛 Piraña I 6×6 和 125輛 Piraña I 8×8。
- ：
  - 加納陸軍（英语：Ghana Army）： – 63輛 Piranha I 4×4、6×6 和 8×8.[1]。
- ： 
  - 奈及利亞陸軍（英语：Nigerian Army）：60~140輛[2]。
- ：
  - 瑞士軍事：310輛[3] [4]。

### 食人鱼-2
- ：
  - 阿曼皇家陸軍（英语：Royal Army of Oman）：7種型號共174輛 Piranha II [5]。
- ：
  - 卡達陸軍（英语：Qatar Armed Forces）：40輛 Piranha II 8×8[6][2]，參與沙烏地領導的干預葉門行動[7]。
- ： 
  - 沙烏地阿拉伯國民警衛隊（英语：Saudi Arabian National Guard）：截至2019年3月有10種類型1,117輛 LAV/Piranha II，132輛訂購[5]。
- ：
  - 瑞典陸軍：截至2019年3月有44輛 Piranha II 10×10和10輛 Piranha II 8×8。
- ： 
  - 瑞士軍隊：截至2019年3月訂購超過500輛 Piranha IIC （APC93 8×8、Kdo Pz 93+）。

### 食人鱼-3
- ： 
  - 比利時陸軍（英语：Belgian Army）：138輛[8]，19輛Piranha DF30[9]、18輛Piranha DF90[10]、14輛指揮型[11]、6輛裝甲救護型[12]、9輛ARV[13]和8輛Piranha Genie[14]。
- ：
  - 波札那國防軍（英语：Botswana Defence Force）：45輛[5]。
- ：
  - 巴西海軍陸戰隊：3種型號30輛[15]。
- ：
  - 丹麥陸軍：18輛Piranha IIIH和115 Piranha IIIC[5]。
- ： 
  - 愛爾蘭陸軍（英语：Irish Army）：6種型號80輛Piranha IIIH[5]。
- ：
  - 羅馬尼亞陸軍：43輛Piranha IIIC[16]。
- ：
  - 西班牙海軍陸戰隊（英语：Infantería de Marina）：3種型號39輛Piranha IIIC[5]。
- ： 
  - 瑞典陸軍：33輛Piranha IIIC[5]。
- ：
  - 瑞士陸軍：60輛Piranha IIIC[17]。
- 烏克蘭陸軍：2022年俄羅斯入侵烏克蘭由瑞典軍援25輛食人魚Piranha III

### 食人鱼-5
- ： 
  - 丹麥陸軍：訂購309輛，首批2017年5月交付，預計2023年交付完畢[18][19]。
- ： 
  - 摩納哥大公槍騎兵隊（法语：Compagnie des Carabiniers du Prince）：2輛Piranha V[20]。
- ：
  - 羅馬尼亞陸軍：訂購207輛，30輛於瑞士生產並於2018年交付，另外197輛於羅馬尼亞生產[21]2019年3月有消息指出：由於計劃延誤，30輛車尚未交付[22]。
- ： 
  - 西班牙陸軍（英语：Spanish Army）：2015年訂購5輛。
  - 西班牙海軍陸戰隊（英语：Infantería de Marina）：未知數量的Piranha V；裝有 120 mm炮用以汰換M60A3[23]。

## 圖庫

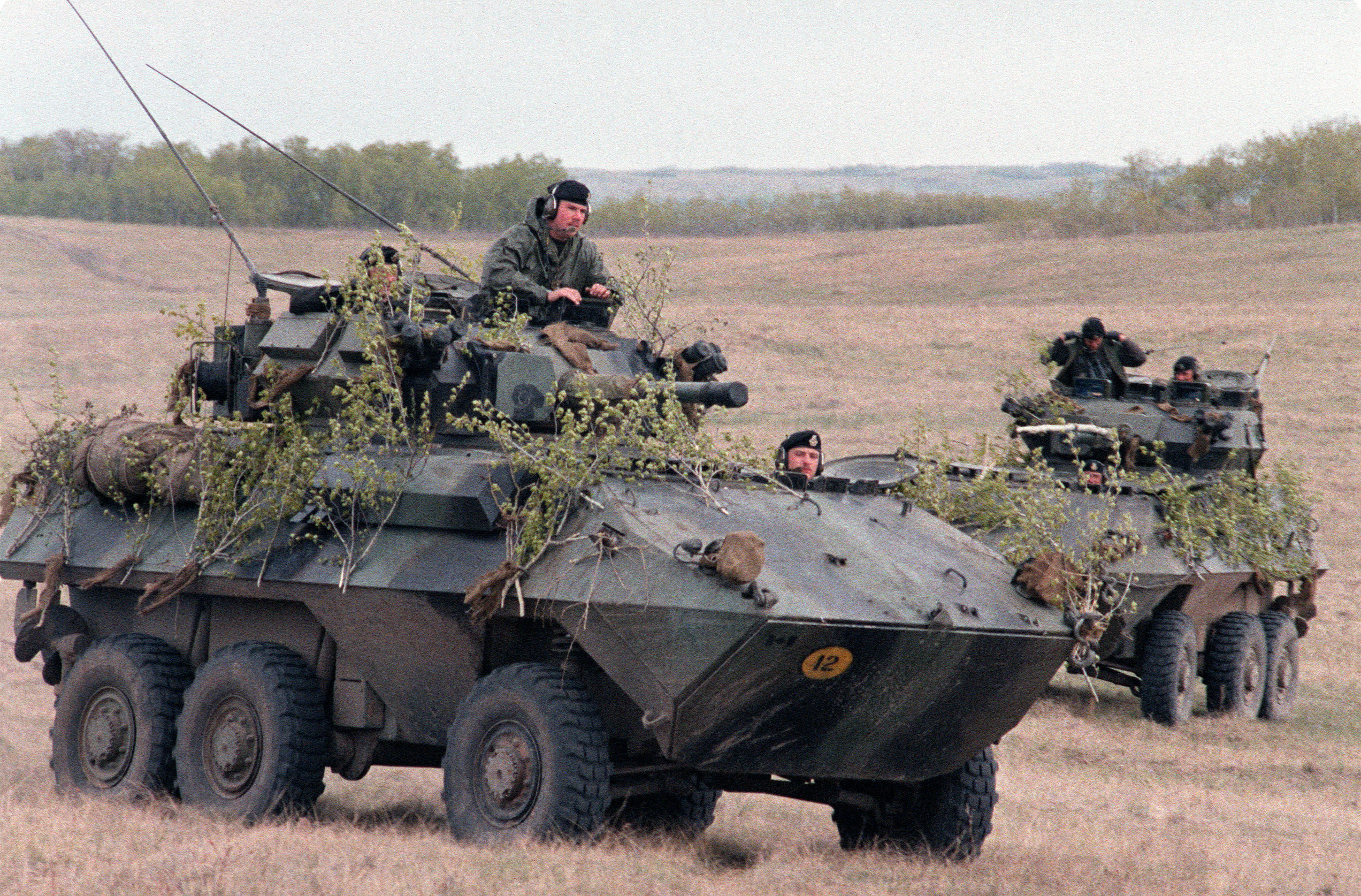
食人魚-1(AVGP型)
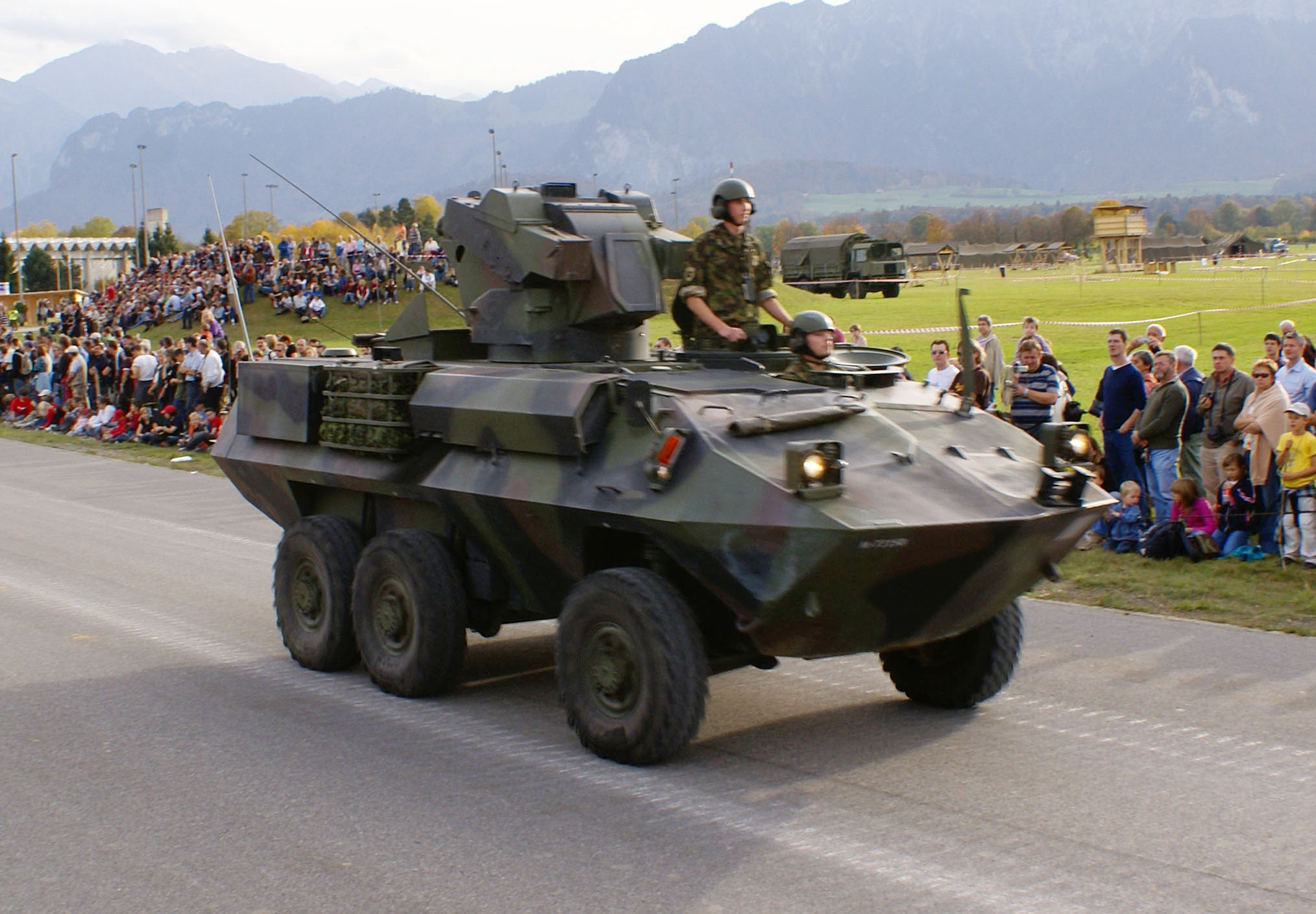
配備NM142反坦克飛彈車砲塔的瑞士陸軍食人魚-1(AAT型)
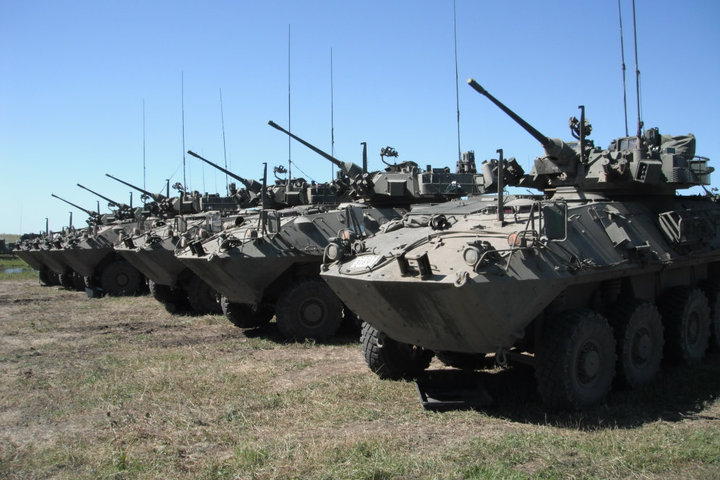
食人魚-2

## 相關連結
- ZBL-09步兵戰車
- 96式裝甲運兵車（日本）

## 外部連結
- General Dynamics European Land Systems product page for Piranha 3
- General Dynamics European Land Systems product page for Piranha 5
- Swissmotor.ch - Neue Radpanzergeneration bei MOWAG - Der PIRANHA III （页面存档备份，存于）
- Soldf.com - Piranha III 10×Armoured Sensor Vehicle
- DanskPanser.dk - Danish Piranha IIIC
- DanskPanser.dk - Danish Piranha IIIH
- War Wheels - Canadian Bison （页面存档备份，存于）
- Military Today - Canadian Bison （页面存档备份，存于）